# Bitwa morska przy wyspach Hansan
Bitwa morska przy wyspach Hansan – starcie zbrojne, które miało miejsce dnia 15 sierpnia 1592 r. w trakcie wojny koreańsko-japońskiej (1592–1598). 
W kwietniu 1592 r. flota japońska transportująca armię w sile 200 000 żołnierzy wpłynęła do koreańskiego portu Pusan. Dnia 6 lipca Koreańczycy dowodzeni przez admirała Yi Sun-sin zaskoczyli przeciwnika w okolicy portu Gyeonnaeryang. Po schronieniu się floty japońskiej w wąskiej zatoce, Yi Sun-sin zdecydował się wywabić przeciwnika z ukrycia. Okręty koreańskie ukryte zostały w rejonie wysp Hansan, kilka zaś podpłynęło ku zatoce. Japończycy podjęli pościg, który dotarł w rejon ukrycia się floty koreańskiej. Widząc wychodzącego przeciwnika, Japończycy rzucili się do panicznej ucieczki, w wyniku której stracili 59 okrętów i kilka tysięcy ludzi. Bitwa zakończyła się zwycięstwem floty koreańskiej. 